# Karlstraße (Karlsruhe)
Die Karlstraße ist eine Innerortsstraße in Karlsruhe. Sie beginnt gegenüber der Staatlichen Münze Karlsruhe an der Stephanienstraße und verläuft in fast exakter Nord-Süd-Richtung durch die Innenstadt-West und die Südweststadt bis in den Stadtteil Beiertheim-Bulach. Als erste neu angelegte Straße in Karlsruhe folgt sie nicht mehr dem Schema der auf das Schloss ausgerichteten Fächerstadt, lehnt sich aber gleichwohl an den barocken Stadtgrundriss an, indem sie westlich parallel zur Via Triumphalis (Karl-Friedrich-Straße) geführt wird.
Die Straße wurde 1812 nach Großherzog Karl (reg. 1811–1818) benannt.

## Verlauf
Die Karlstraße ist die Hauptachse der westlichen Innenstadt und der Südweststadt. Sie wird von mehreren Straßenbahnlinien durchfahren, die den Europaplatz mit dem Hauptbahnhof verbinden. Beim Karlstor kreuzt sie die Kriegsstraße. Nördlich der Amalienstraße ist sie für den Fahrzeugverkehr Einbahnstraße in nördlicher Richtung.

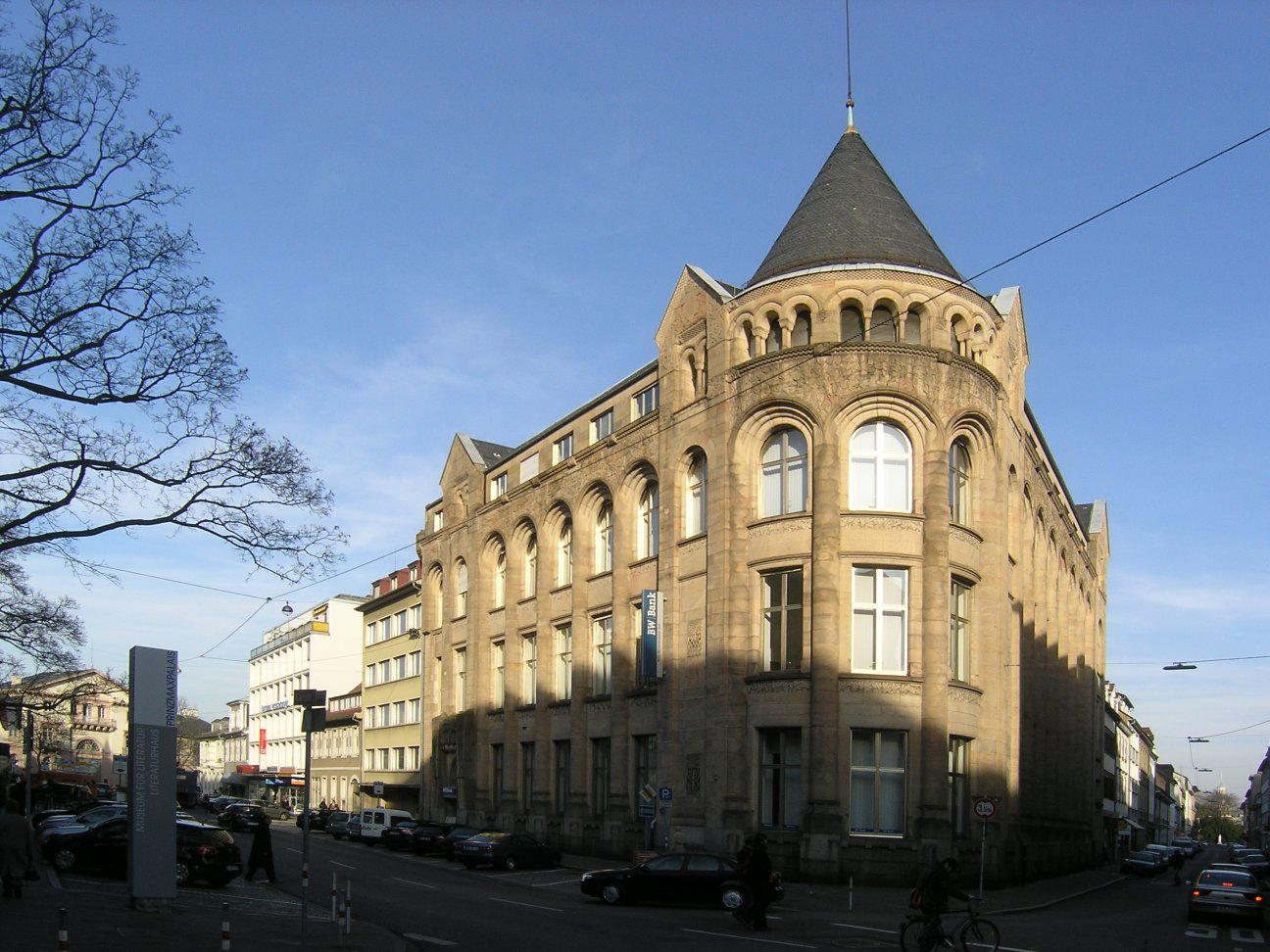
Ehemaliges Bankhaus Veit L. Homburger
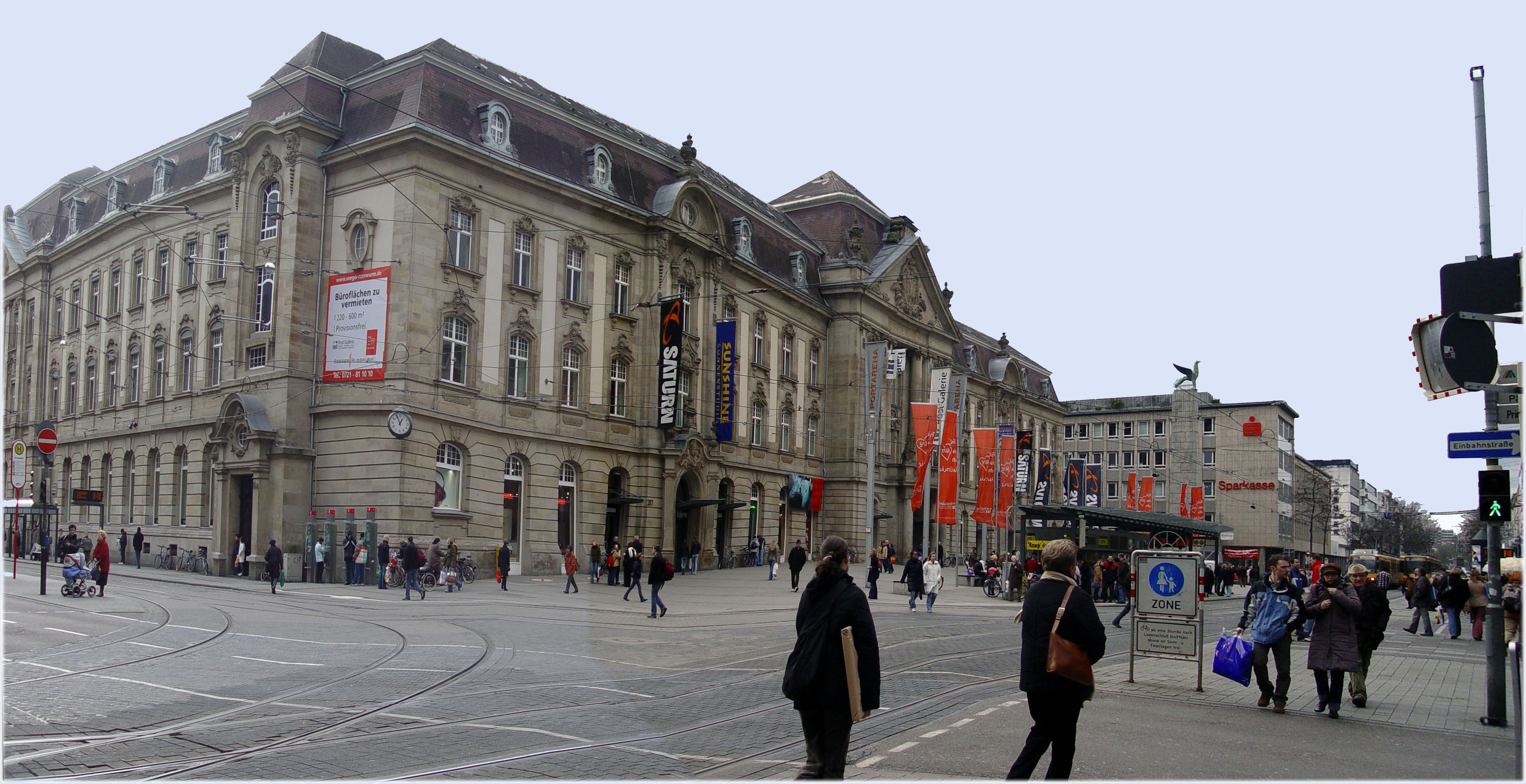
Postgalerie
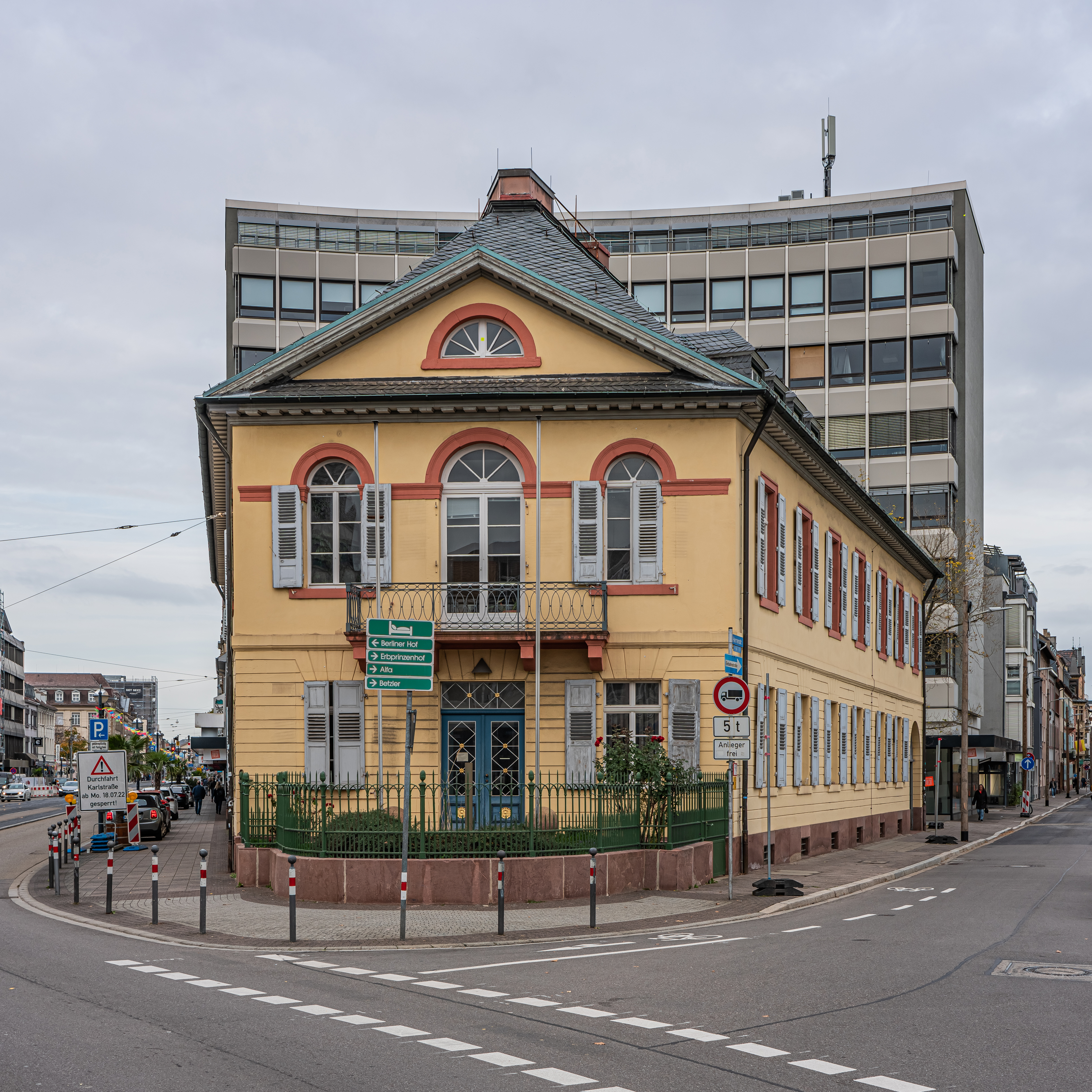
Das Weltziensche Haus am Karlstor
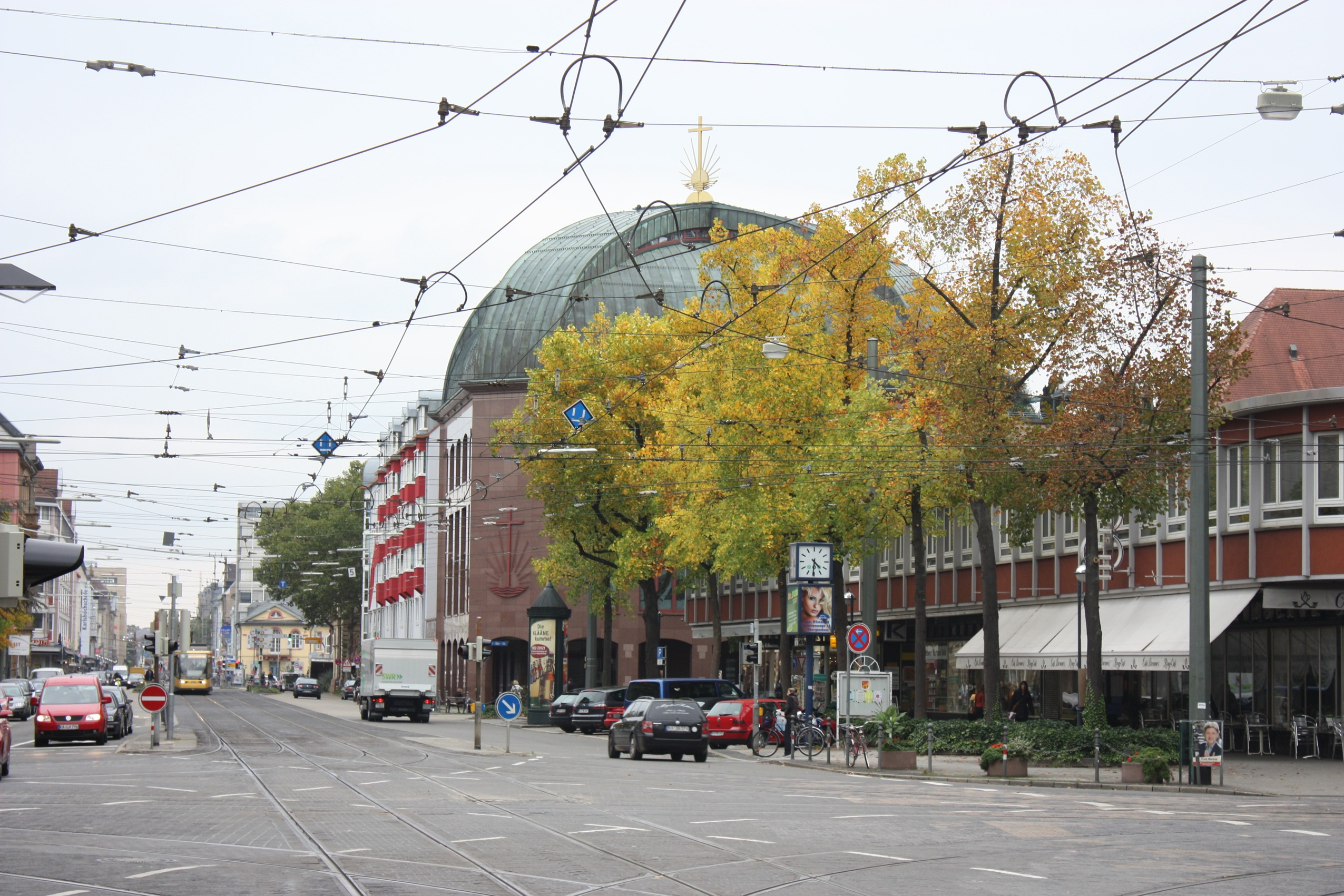
Karlstraße mit Neuapostolischer Kirche
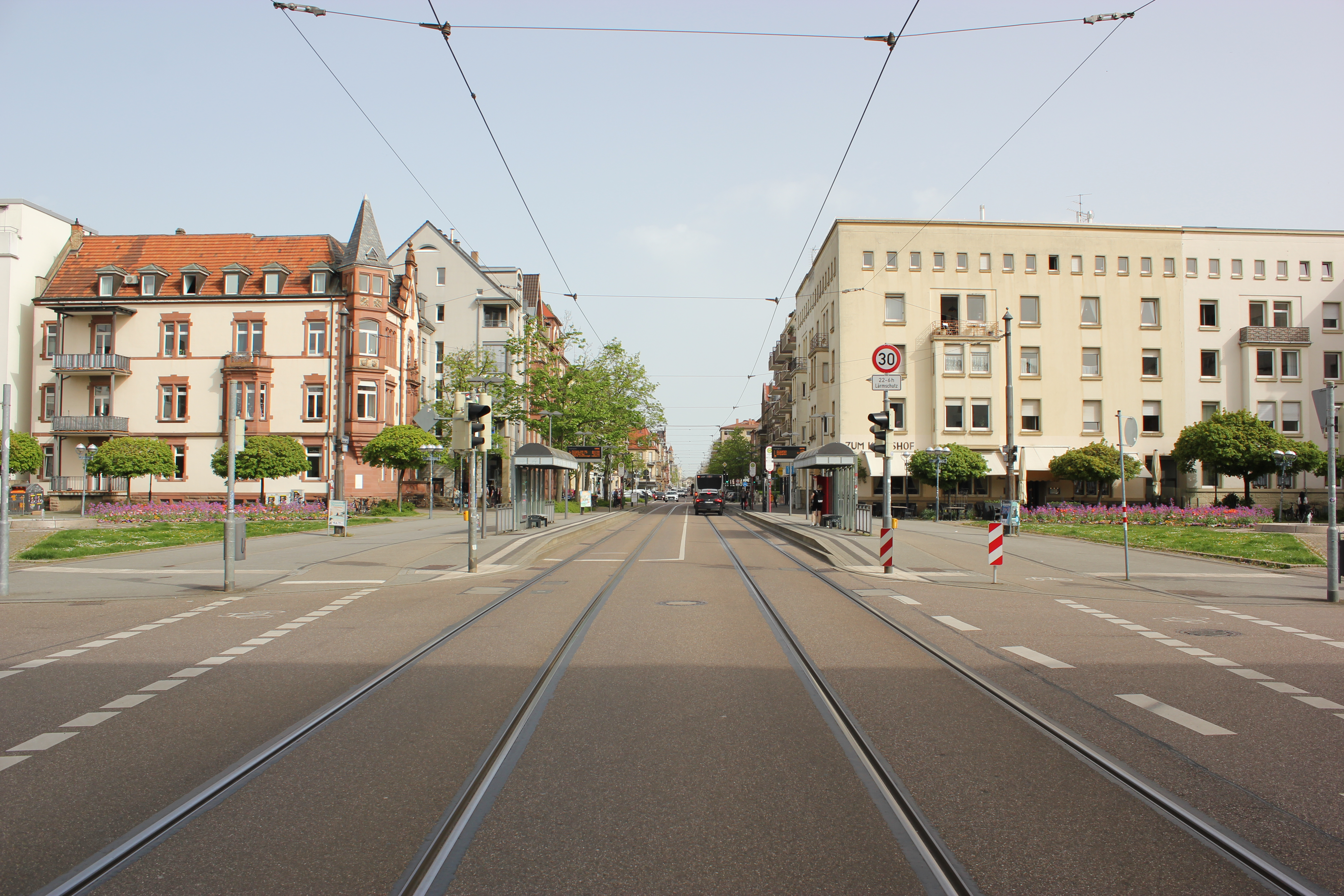
Kolpingplatz

## Reallabor
Im Juli 2022 startete die Stadt Karlsruhe eine temporäre Umgestaltung der nördlichen Karlstraße. Dabei wurde der Abschnitt zwischen der Kreuzung Amalienstraße und Stephanienstraße für Autos gesperrt, im Gegenzug wurde die Straße in beide Richtungen für den Fahrradverkehr geöffnet. Der frei gewordene Platz wurde für eine Veranstaltungs- und Spielfläche, mehr Platz für Gastronomie und Einzelhandel, einen „Leseraum“ an der frischen Luft, Fahrrad-Stellplätze, Hochbeete und öffentliche Sitzmöglichkeiten genutzt.